# Pseudotocepheus amonstruosus
Pseudotocepheus amonstruosus är en kvalsterart som beskrevs av Sandór Mahunka 1973. Pseudotocepheus amonstruosus ingår i släktet Pseudotocepheus och familjen Tetracondylidae. Inga underarter finns listade i Catalogue of Life.